# Reveixí
|  | Per a altres significats, vegeu «Repeló». |

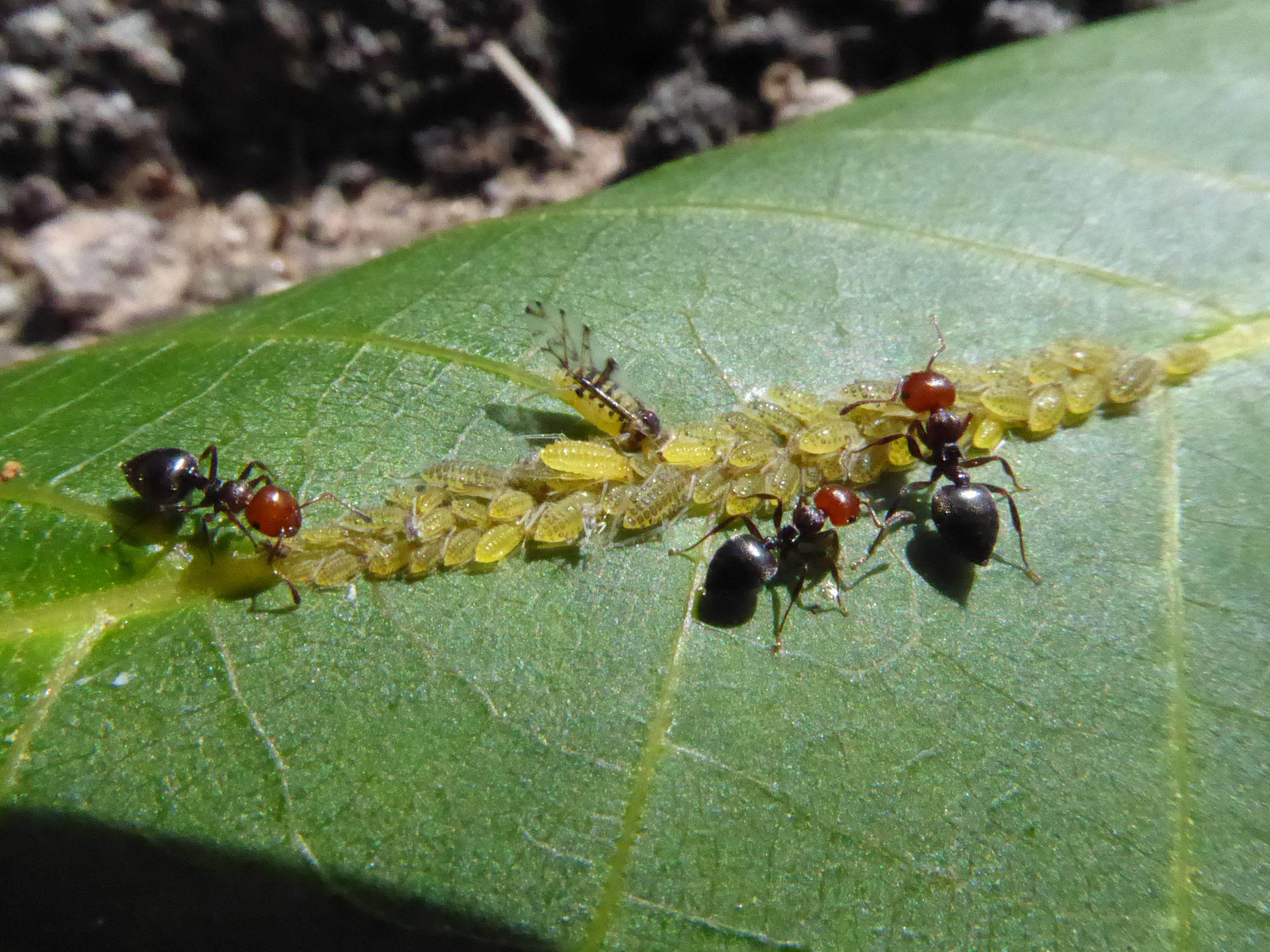
Pasturant pugons

El reveixí (Crematogaster scutellaris) és una espècie de formiga de la subfamília dels mirmicins (Myrmicinae) de distribució típicament mediterrània, però es distribueix també per Europa central, Pròxim Orient i el nord de l'Àfrica. És comuna a la península Ibèrica i Illes Balears. A Andalusia rep el nom vulgar de "morito", ''fraile'' o "hormiga rabuda".

## Noms comuns
Crematogaster scutellaris rep diversos noms comuns en català: reveixí, cuallevat, formiga carnissera (a les Balears), formiga del suro, formiga roja del suro, formiga rossa del suro, rebaixí, xurxígol.

## Morfologia
És una espècie inconfusible a simple vista pel contrast entre el cap vermellós i el tòrax i abdomen bruns, pràcticament negres, sent l'única espècie bicolor del gènere Crematogaster que habita la península Ibèrica. La forma de l'abdomen també és característica, ja que s'estreny gradualment cap a l'àpex i acaba en punta amb una forma d'aglà apuntada. L'àpex, que uneix l'abdomen amb el tòrax és arquejat i la inserció de l'àpex amb l'abdomen és descendent.

## Biologia i ecologia
Crematogaster scutellaris és una espècie abundant que construeix les seves colònies principalment en soques i troncs caiguts o en branques mortes d'arbres vells o decrèpits; també nidifica sota l'escorça de pins i alzines sureres, així com en esquerdes i clivelles de construccions, on fabrica el niu amb una barreja de fusta mastegada i terra. Entre març i octubre forma pistes de recol·lecció llargues i ben definides; les obreres transporten principalment substàncies líquides ensucrades, que prenen de pugons, emmagatzemades al pap, i també materials sòlids (restes d'artròpodes, petits insectes, etc.)
És força característic el seu comportament de defensa reactiva, ja que quan se la molesta aixeca l'abdomen amenaçadorament i no dubta a mossegar i picar amb el seu fibló, especialment quan es manipulen o piquen els troncs o branques on hi ha la colònia, moment en què poden aparèixer desenes o centenars d'individus.

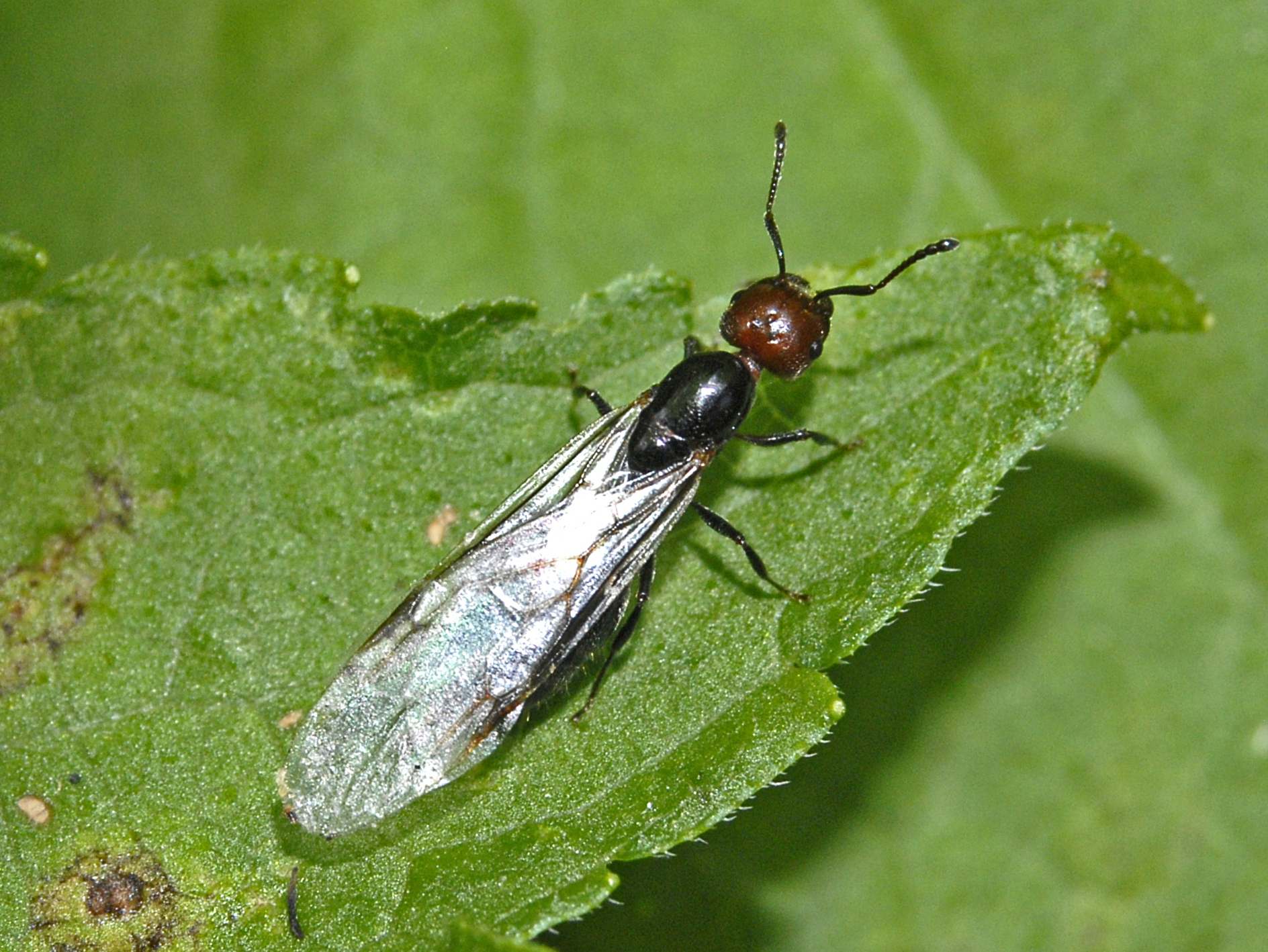
Reina

La posta es produeix a l'estiu. L'eclosió de les larves es produeix principalment el setembre i passen l'hivern a segon estadi; a la primavera següent donen lloc a les larves de tercer estadi, que passen a la fase de pupa durant l'estiu. Cap a mitjans i finals de l'estiu s'esdevé la principal emergència d'obreres i els individus sexuats apareixen a finals d'agost.
Si es colpeja l'arbre on viuen, surten immediatament amb l'abdomen aixecat i emetent una petita gota de feromona d'alarma per l'extrem posterior. L'olor de la feromona provoca una mobilització general al formiguer i aviat qualsevol intrús es veu envoltat d'una marabunta de formigues agressives que el mosseguen.
S'ha especulat que C. scutellaris és un depredador natural de les postes de la processionària del pi (Thaumetopoea pityocampa) un lepidòpter que és una plaga devastadora de les pinedes mediterrànies (en especial Pinus halepensis), tanmateix tot i alimentar-se de les escames de les postes no s'ha pogut observar que consumeixin o danyin els ous de les postes
D'altra banda, són una plaga per a la indústria del suro, donada la seva abundància sobre les alzines sureres; les seves colònies es desenvolupen en gairebé tota l'espessor del suro en el qual practiquen perforacions, galeries i cambres que pot arribar a reduir la seva grossor en un 25%, amb les consegüents pèrdues econòmiques; són, a més, molt molestes per als peladors, donada la seva agressivitat i dolorosa picadura. Ataca també les piles de suro, causant de vegades danys importants si romanen molt temps al lloc.